# دينيش كومار
دينيش كومار (مواليد 25 أغسطس 1988) هو ملاكم هندي، مثّل بلاده في الألعاب الأولمبية الصيفية 2008.

## روابط خارجية
دينيش كومار على موقع بوكس ريك (الإنجليزية) (registration required)
- دينيش كومار على موقع اللجنة الأولمبية الدولية (الإنجليزية)
- دينيش كومار على موقع أوليمبيديا (الإنجليزية)